# Обструкция дыхательных путей
Обструкция дыхательных путей (от лат. obstructio — помеха, преграда) — синдром непроходимости респираторного тракта. Может наблюдаться на любом уровне, от глотки до бронхиол.

## Обструкция верхних дыхательных путей

### Обструкция верхних дыхательных путей у новорожденных
Обструкция верхних дыхательных путей часто развивается постнатально и обусловлена попаданием в респираторный тракт чужеродного материала (слизь, кровь, меконий, молоко), который чаще всего возможно удалить путём его аспирации (отсасывания). Одной из редких причин обструкции верхних дыхательных путей у новорожденных является пролапс голосовой складки, имеющий травматический характер (вследствие неудачной интубации или травматических родов). Указанные выше варианты обструкции называются интралюминальными (внутрипросветными).
Другим типом дыхательной непроходимости является интрамуральная обструкция, которая может быть обусловлена подсвязочным стенозом, ларингеальной перепонкой, диафрагмой, папилломой или гематомой. Возможно развитие стридора после интубации, вследствие подсвязочного отёка.
Обструкция верхних дыхательных путей может развиваться из-за их сдавления извне (эстрамуральная обструкция). Причинами этого типа обструкции являются зоб, сосудистый зоб или кистозная гидрома.

### Обструкция верхних дыхательных путей в детском возрасте
Обструкция верхних дыхательных путей в педиатрической практике наиболее часто обусловлена инфекционно-воспалительными заболеваниями и вдыханием инородных тел. 
|                                | Вирусный круп                                                              | Ложный круп                                 | Бактериальный трахеит | Эпиглоттит                                                | Инородное тело          |
| Возраст                        | 3-36 мес.                                                                  | 3-36 мес.                                   | 1–10 года | 1–8 лет                                                   | Все возрасты            |
| ------------------------------ | -------------------------------------------------------------------------- | ------------------------------------------- | --- | --------------------------------------------------------- | ----------------------- |
| Продром                        | Симптомы инфекции верхних дыхательных путей; проявляется в течение 2–5 дн. | Нет; неожиданно проявляется ночью           | Симптомы инфекции верхних дыхательных путей в течение нескольких дней, после чего наблюдается быстрое нарастание лихорадки и респираторного дистресс-синдрома | Обычно нет; быстрое проявление в течение нескольких часов | Нет; быстрое проявление |
| Лихорадочное состояние         | Субфебрильная                                                              | Нет                                         | Вначале субфебрильная, затем нарастает | Обычно температура выше 39°С                              | Нет                     |
| Кашель                         | Грубый, лающий                                                             | Грубый, лающий                              | Сначала сухой, потом лающий | Нет или сухой                                             | Возможен                |
| Респираторный дистресс-синдром | Есть                                                                       | Есть                                        | Отсутствует или легкий вначале, потом сильный | Есть и сильный                                            | Обычно есть             |
| Уровень лейкоцитов в крови     | Нормальный или слегка повышенный                                           | Нормальный                                  | Сначала нормальный, потом повышенный | Повышенный                                                | Нормальный              |
| Гемокультура                   | Без роста                                                                  | Без роста                                   | Редко рост | Haemophilus influenzae                                    | Без роста               |
| Рентгенография                 | Сужение ниже складок голосовой щели, симптом «остро заточенного карандаша» | Нет или сужение ниже складок голосовой щели | Сужение ниже складок голосовой щели, симптом «остро заточенного карандаша»                                                                                    | Отёк надгортанника                                        | Инородное тело          |

### Обструкция верхних дыхательных путей у взрослых
У взрослых причиной обструкции может являться интралюминально или эстрамурально располагающаяся опухоль; острая обструкция верхних дыхательных путей может развиваться при травме, ожоге, кровотечении и др. Может возникнуть после интубации трахеи.

### Клинические признаки
Ведущие признаки обструкции верхних дыхательных путей — стридорозное дыхание (инспираторное при обструкции на экстраторакальном уровне, экспираторное — при интраторакальной обструкции); супрастернальные ретракции (уменьшение объёма шеи вследствие втяжения), реже ретракция грудной клетки; круповый кашель; хриплый крик. На фоне прогрессирующей обструкции верхних дыхательных путей развивается цианоз, с последующей брадикардией и остановкой дыхания.

### Лечение обструкции верхних дыхательных путей
При надгортанной локализации обструкции выполняется трахеостомия. При уровне обструкции ниже гортани предпочтение отдаётся торакотомии. Возможно восстановление проходимости респираторного тракта посредством дистанционной либо контактной лучевой терапии на фоне приёма глюкокортикоидов.
В случае невозможности хирургического вмешательства при эндобронхиальном неопластическом процессе возможно применение фотодинамической терапии (внутривенного введения фотосенсибилизирующего вещества с последующим облучением видимым светом), а также ИАГ-лазерная коагуляция.

## Обструкция нижних дыхательных путей
Обструкция нижних дыхательных путей является характерным признаком бронхиальной астмы, облитерирующего бронхиолита и др.
В числе причин обструкции — образование слизистых пробок из густой, вязкой слизи; гиперплазия стенок бронхов и бронхиол, их инфильтрация и отёк желез; утолщение и/или спазм мышечной оболочки бронхов; внутрипросветный полипоз; фиброз стенок бронхиол. Обструкция нижних дыхательных путей становится более выраженной на выдохе в связи с их динамическим сужением.